# Headbanging

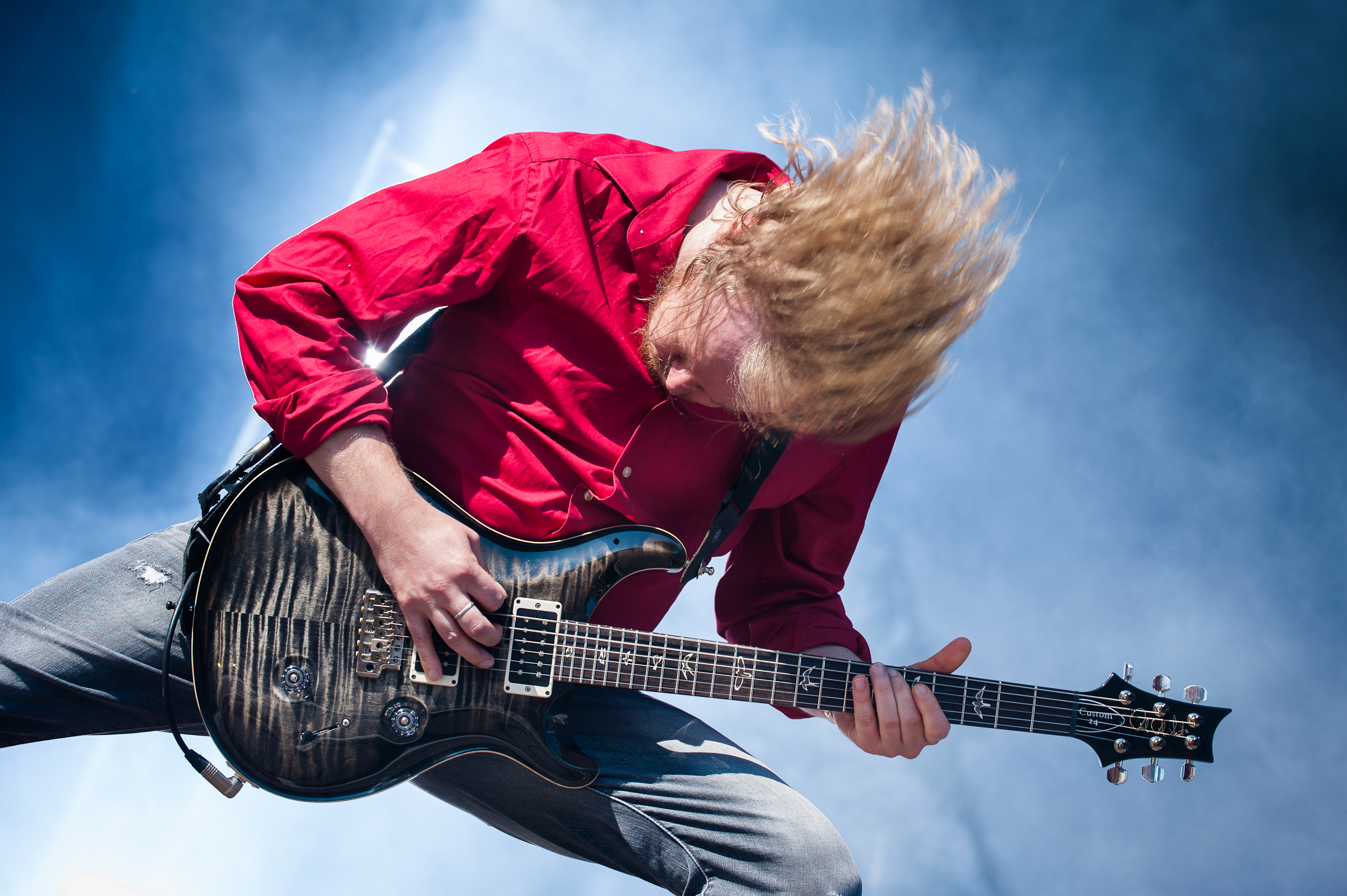
Alexander Dietz, Gitarrist von Heaven Shall Burn beim Headbangen

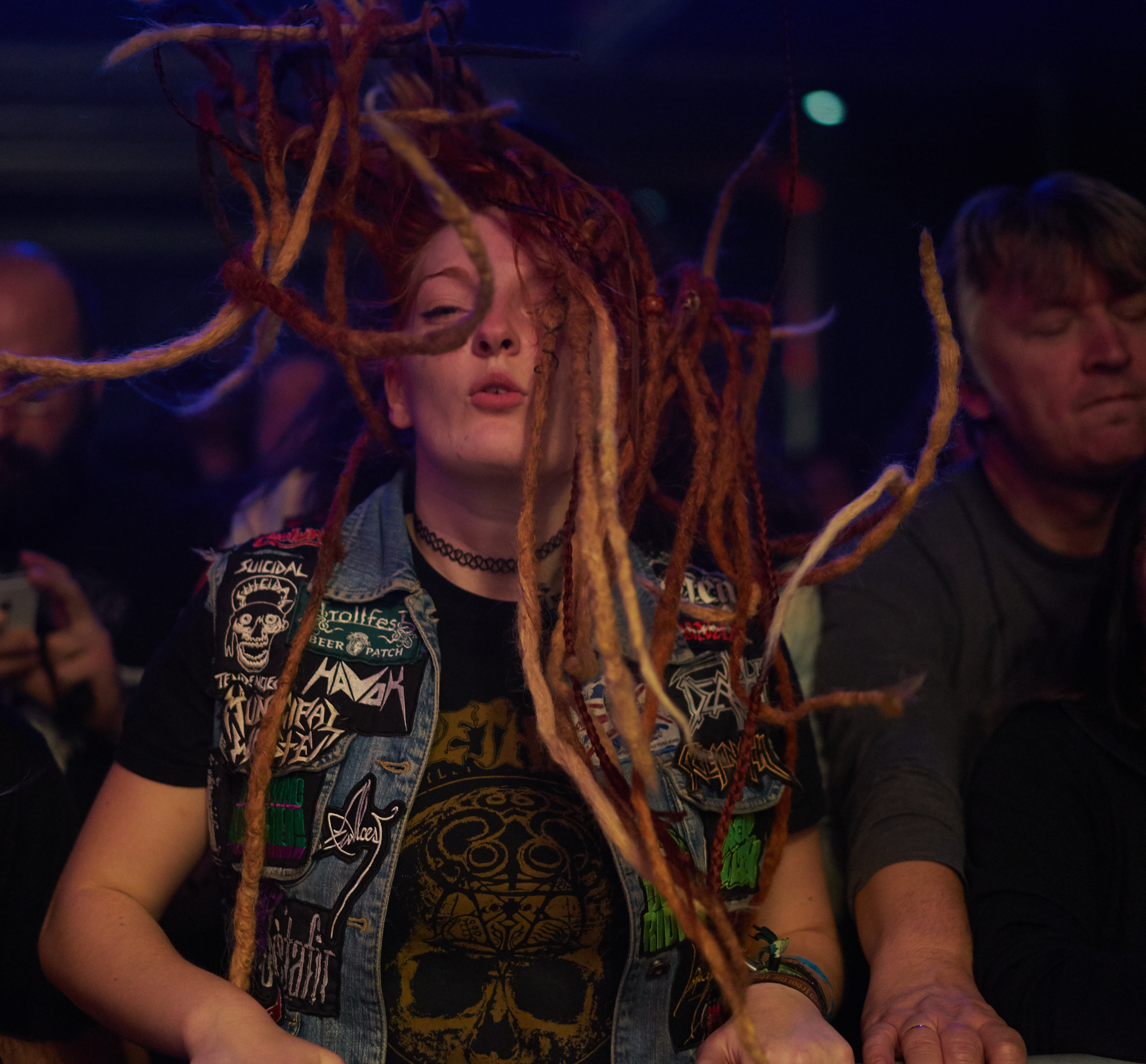
Headbangen

Headbanging (auch „Headbangen“ oder „Bangen“/„Banging“) ist eine Tanzform, die hauptsächlich von Metal-, seltener auch von Hard-Rock-, Punk- und Dubstep-Fans praktiziert wird. Beim Headbanging wird der Kopf im Takt der Musik schnell vor- und rückwärts, seitwärts, im Kreis oder in Achterform bewegt.
Headbanging soll erstmals bei einem Konzert von Led Zeppelin im Jahre 1968 vorgekommen sein, als Fans in der ersten Reihe damit begannen, ihren Kopf ekstatisch im Rhythmus der Musik auf den Bühnenrand zu schlagen.

## Headbanging als Namenspate
Headbanging hat immer wieder als Namenspate gedient, zum Beispiel für:
- Headbangers Ball, eine eingestellte Metalsendung auf MTV
- Headbangers Ballroom, eine ehemalige Metalkneipe in Hamburg (heute Ballroom Hamburg), eine Konzertbühne auf dem Wacken Open Air und einen Song der Band Masterplan
- Bang Your Head, ein Musikfestival in Balingen sowie je einen Song der Bands Quiet Riot, Unrest, Dream Evil, Hammerfall und Dope Stars Inc.
- Headbangers Open Air, ein Musikfestival in Brande-Hörnerkirchen
- Headbanging Man, einen Song der Band Grave Digger
- Head Bang Boing, das 7. Studioalbum sowie einen Song der Band J.B.O.
- Richie und Headbanger, die Biker-Figuren des hessischen Comedy-Duos Badesalz
- Suzy is a Headbanger, einen Song der Ramones (1977)
- Albert is a Headbanger, Song von Phillip Boa auf dem Album Hair (1987)
- Headbangeeeeerrrrr!!!!! (ヘドバンギャー！！), Song von Babymetal auf dem Debütalbum Babymetal (2014)

## Mögliche Gesundheitsrisiken
Laut Andrew McIntosh, einem britischen Mediziner, könne Headbanging von Nackenschädigungen bis hin zu Schlaganfällen eine Vielzahl von Risiken mit sich bringen. Später stellten sich die zugrunde liegenden Rechnungen als falsch heraus.
Abgesehen davon sind chronische Hirnblutungen (Subdurale Hämatome) bei mehreren Patienten auf häufiges Headbangen zurückzuführen.
Eine Häufung von Fällen eines Aneurysmas der Arteria vertebralis bei Headbangern ist bekannt.